# Krówniki
Krówniki – wieś w Polsce położona w województwie podkarpackim, w powiecie przemyskim, w gminie Przemyśl.
| SIMC    | Nazwa | Rodzaj    |
| ------- | ----- | --------- |
| 0608701 | Garby | część wsi |

Wieś starostwa przemyskiego w drugiej połowie XVI wieku, Krowniki położone były na przełomie XVI i XVII wieku w ziemi przemyskiej województwa ruskiego. W latach 1954–1972 wieś należała i była siedzibą władz gromady Krówniki. W latach 1975–1998 miejscowość administracyjnie należała do województwa przemyskiego.

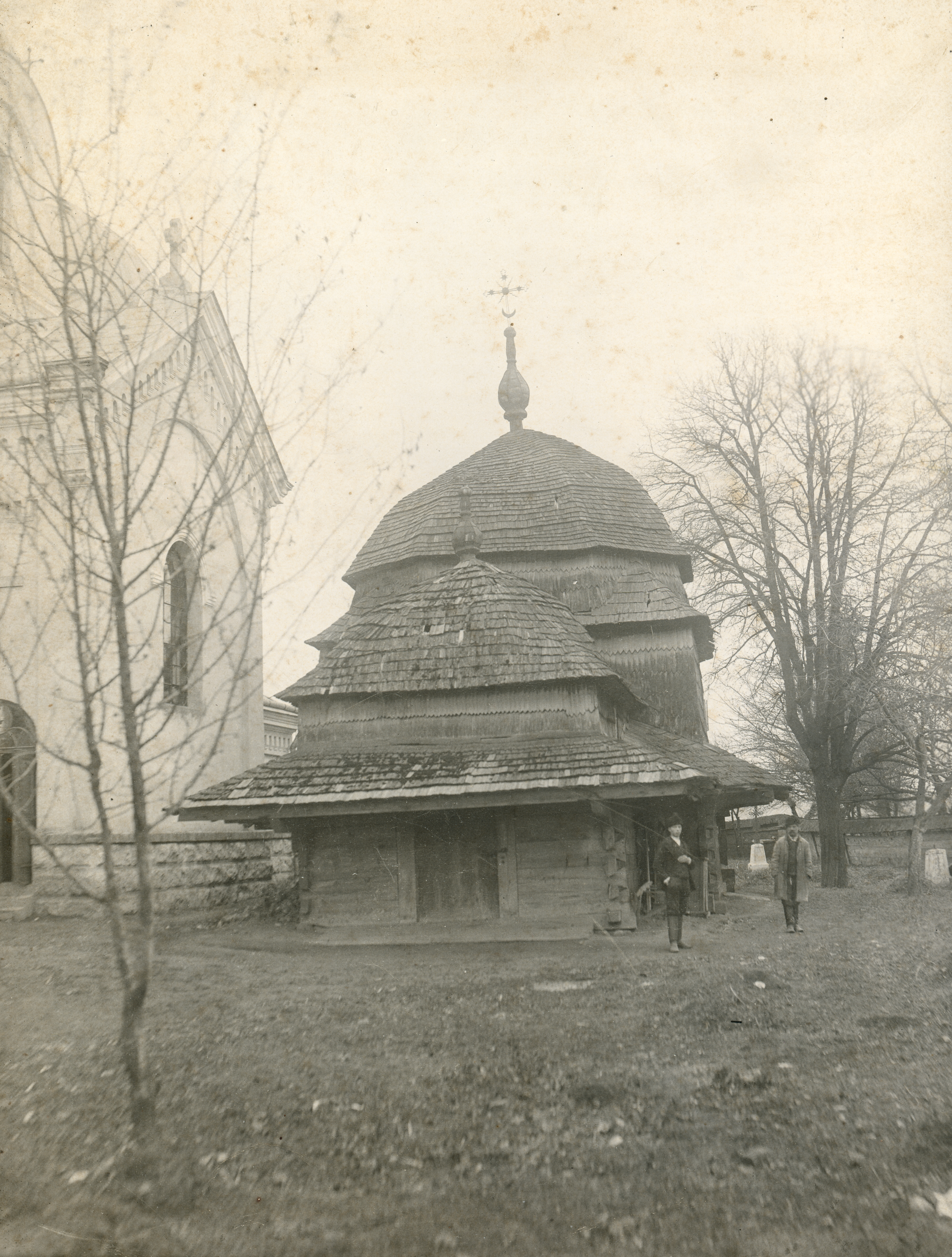
Cerkiew z 1806 (zdjęcie z około 1914)

Pierwsza pisemna wzmianka o miejscowości datowana jest na 1542 rok. Według spisu ludności z roku 1880 wieś liczyła 640 mieszkańców (w większości obrządku greckokatolickiego). Wchodziła w skład dóbr księcia Lubomirskiego i należała do dworu na Bakończycach. Parafia greckokatolicka znajdowała się na miejscu i należała do dekanatu przemyskiego. Cerkiew drewniana została zbudowana w 1804 roku, a murowana w 1886 roku. Cerkiew ta została zburzona przez Austriaków w 1914 aby uniemożliwić Rosjanom korzystanie z niej jako punktu obserwacyjnego. Znajdujące się obecnie w Krównikach obiekty zabytkowe to cerkiew murowana z 1924-1930, obecnie kościół parafii rzymskokatolickiej pod wezwaniem Matki Boskiej Częstochowskiej oraz fort 1 "Krówniki" ziemno-murowany artyleryjski twierdzy Przemyśl.
We wsi znajduje się rezerwat przyrody Szachownica liczący ponad 16 ha powierzchni. Stworzono go dla ochrony rzadkiej rośliny szachownicy kostkowatej, kwitnącej w maju na tutejszych łąkach. We wsi Krówniki mieści się również szkoła podstawowa imienia Jana Pawła II (od 2023 dyrektorem jest Edyta Turek), oraz Ludowy Klub Sportowy "Wiar Krówniki".
W miejscowości urodził się Aleksander Czołowski – polski historyk i archiwista, dyrektor Muzeum Historycznego Miasta Lwowa i Muzeum Narodowego we Lwowie, profesor.
31 grudnia 1961 część Krównik włączono do Przemyśla. Kolejną część Krównik (271 ha) włączono do Przemyśla 1 stycznia 1977.
We wsi była stacja kolejowa Krówniki.